# Messier 108
Messier 108 (M108) även känd som NGC 3556, är en spiralgalax i stjärnbilden Stora björnen. Den upptäcktes av Pierre Méchain 1781 eller 1782. I siktlinjen från jorden ses den nästan från kanten.

## Egenskaper
Messier 108 är en isolerad medlem i Ursa Major-hopen av galaxer i den lokala superhopen. Den har en morfologisk klassificering av typ SBbc i de Vaucouleurs-systemet, vilket betyder att den är en stavspiralgalax med något löst lindade spiralarmar. Galaxens verkliga vinkelstorlek i det optiska våglängdsbandet är 11,1 × 4,6 bågminuter och den lutar 75° mot siktlinjen från jorden.
Messier 108 har en uppskattad massa på 125 miljarder solmassor och innesluter ca 290 ± 80 klotformiga stjärnhopar. Undersökning av fördelningen av neutralt väte i galaxen visar diskreta skal av expanderande gas som sträcker sig över flera kiloparsek, kända som H1-superskal. Dessa kan drivas av strömmar av mörk materia, stoft och gas som bidrar till stor stjärnbildning, vilket har orsakat supernovaexplosioner. Alternativt kan de bero på ett intag från det intergalaktiska mediet eller härröra från radiostrålning.
Observationer med Chandra-teleskopet har identifierat 83 källor till röntgenstrålning, inklusive en källa vid galaxens kärna. Den mest ljusstarka av dessa sammanfaller med ett medelstort svart hål med upptag av materia. Galaxen avger också en diffus mjuk röntgenstrålning inom 10 kpc av den optiska galaxen. Spektrumet av källan i kärnan överensstämmer med en aktiv galaktisk kärna, men en undersökning med Spitzerteleskopet ger ingen indikation på aktivitet. Det supermassiva svarta hålet i kärnan har en uppskattad massa på 24 miljoner solmassor.

## Galleri

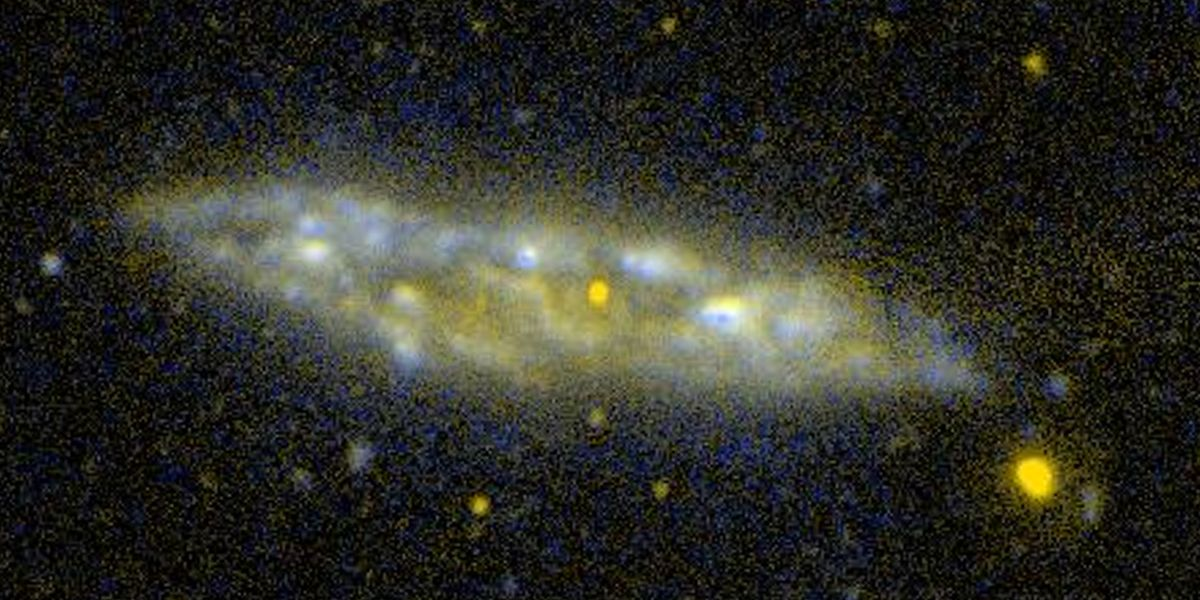
M108 av GALEX
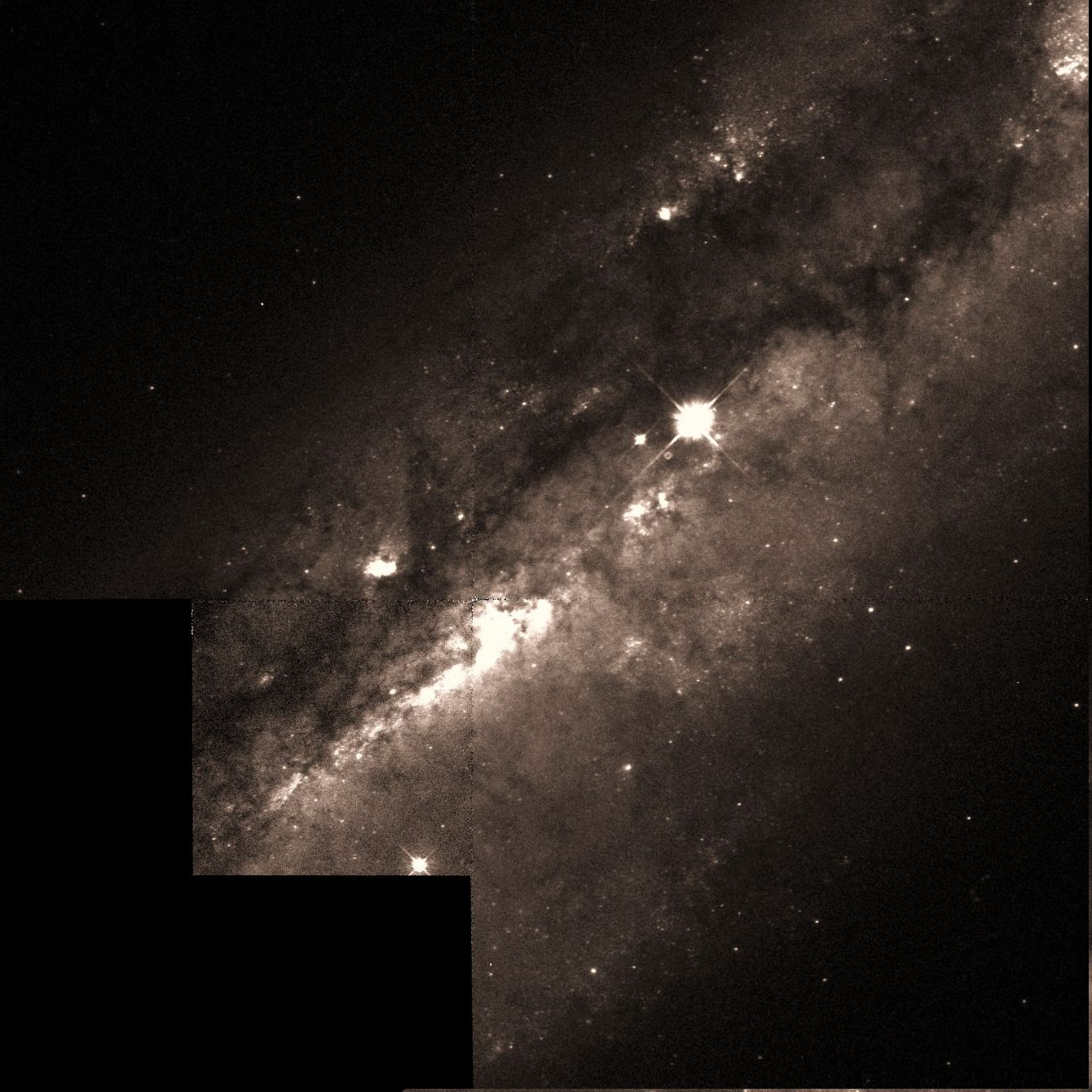
Hubbleteleskopets bild av Messier 108
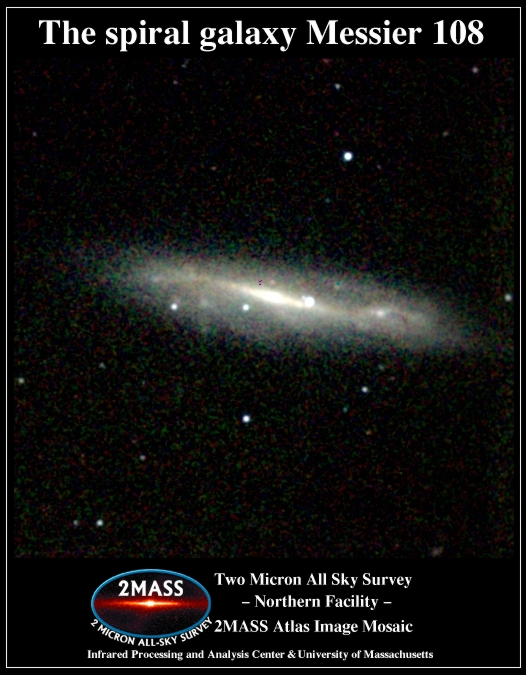
M108 (2MASS)
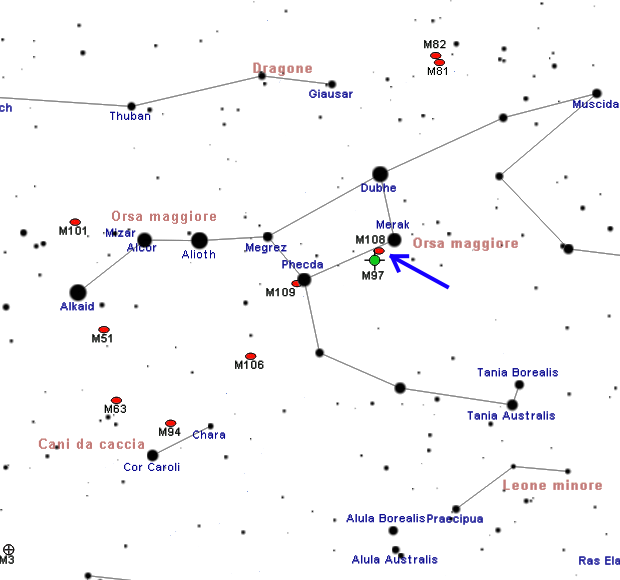
Karta över Messier 108